# موسیقی در یونان
موسیقی یونان به اندازه تاریخ آن گوناگون و معروف است. موسیقی به دو قسمت تقسیم می‌شود: موسیقی بومی یونانی و موسیقی بیزانسی که صدای شرقی‌تری دارد. این آمیزه موسیقایی برای هزاران سال وجود داشته‌است و از امپراتوری بیزانس و یونان باستان نشأت گرفته‌است، و زبان، ضرب‌آهنگ، ساختار و ملودی آن پیوسته پیشرفت کرده و دگرگون شده‌است. موسیقی بخش قابل توجهی از فرهنگ یونانی چه در یونان نوین و چه در یونان کهن بوده‌است.

## تاریخ موسیقی یونان
تاریخ موسیقی یونان از یونان باستان آغاز می‌شود، چراکه موسیقی بخش زیادی از تئاتر یونان باستان را تشکیل می‌داده‌است. تأثیرات پسینی که این موسیقی از امپراتوری روم، اروپای شرقی و امپراتوری بیزانس گرفت، شکل و سبک موسیقی یونان را تغییر داد. در سده نوزدهم، آهنگسازان اپرا، مانند نیکولاس مانتزاروس (۱۷۷۲–۱۸۷۲)، اسپیریدون زینداس (۱۸۱۲– ۱۸۹۶) و اسپیریدون ساماراس (۱۸۶۱–۱۹۱۷) و سمفونیست‌هایی مانند دیمیتریس لیالیوس و دیونیسیوس رودوتئاتوس موسیقی هنری یونان را دوباره احیا کردند. با این حال، تاریخ گوناگون موسیقی هنری در یونان، که از دوره رنسانس کرتا گسترش یافته و به دوران نوین می‌رسد، خارج از دورنمای این مقاله است، که به‌طور کلی، محدود به ارائه شکل‌های موسیقی مترادف با موسیقی یونانی در طی چند دهه گذشته، یعنی «ترانه‌های یونانی» یا «ترانه‌هایی به زبان یونانی» است.

### یونان باستان
در یونان باستان، مردان معمولاً برای سرگرمی، جشن یا دلایل دینی با هم آواز می‌خواندند. سازهای آنان شامل نی دوسوراخ aulos و ساز زهی مانند قانون، چنگ و به خصوص نوع خاصی از ساز به نام کیتارا بوده‌است.
موسیقی در یونان باستان قسمت مهمی از آموزش بوده و از شش سالگی به پسرها موسیقی یاد داده می‌شده‌است. سواد موسیقی یونان زمینه‌ساز شکوفائی و رشد موسیقی مانند گسترش تئوری موسیقی در حالات موسیقی یونان شد، و سرانجام پایه‌ای برای موسیقی دینی شرقی و غربی و موسیقی کلاسیک نیز گردید.

### دوره رومیان
به دلیل احترام روم به فرهنگ یونان، رومیان روش نت‌گذاری یونانی که به نام «نت‌گذاری انسیرادیک» شناخته می‌شد و شامل علامت‌هایی بود که شکل کلی آهنگ را نشان می‌داد اما محل دقیق نت‌ها یا ضرب‌آهنگ را مشخص نمی‌کرد، را برای ضبط موسیقی خود وام گرفتند.

### دوره بیزانس
سنت سرودخوانی دینی شرقی، که سرزمین‌های یونانی‌زبان را در برمی‌گرفت، از زمان تأسیس پایتخت قسطنطنیه در این کشور در سال ۳۳۰ تا سقوط آن در سال ۱۴۵۳ در امپراتوری بیزانس، گسترش یافت. این سنت دارای منشأیی آمیخته از تولیدات هنری و فنی دوران کلاسیک یونان، موسیقی دینی یهودی و موسیقی آوازی تک صدایی بوده‌است که در شهرهای مسیحی اسکندریه، انطاکیه و افسوس تکامل یافت. جغرافیدان پارسی، ابن خردادبه (م. ۹۱۱) از لورا (نوعی کمانچه) اورغون (نوعی ارگ)، شیلیانی (احتمالاً نوعی چنگ) و سلندج (نوعی نی‌انبان) به عنوان سازهای معمول بیزانس نام می‌برد. از دیگر سازهای مورد استفاده در موسیقی مردمی دوران بیزانس، قانون، عود، لاوتو، سنتور و سایر سازهایی بود که امروزه هنوز در مناطق پسابیزانسی نواخته می‌شود.

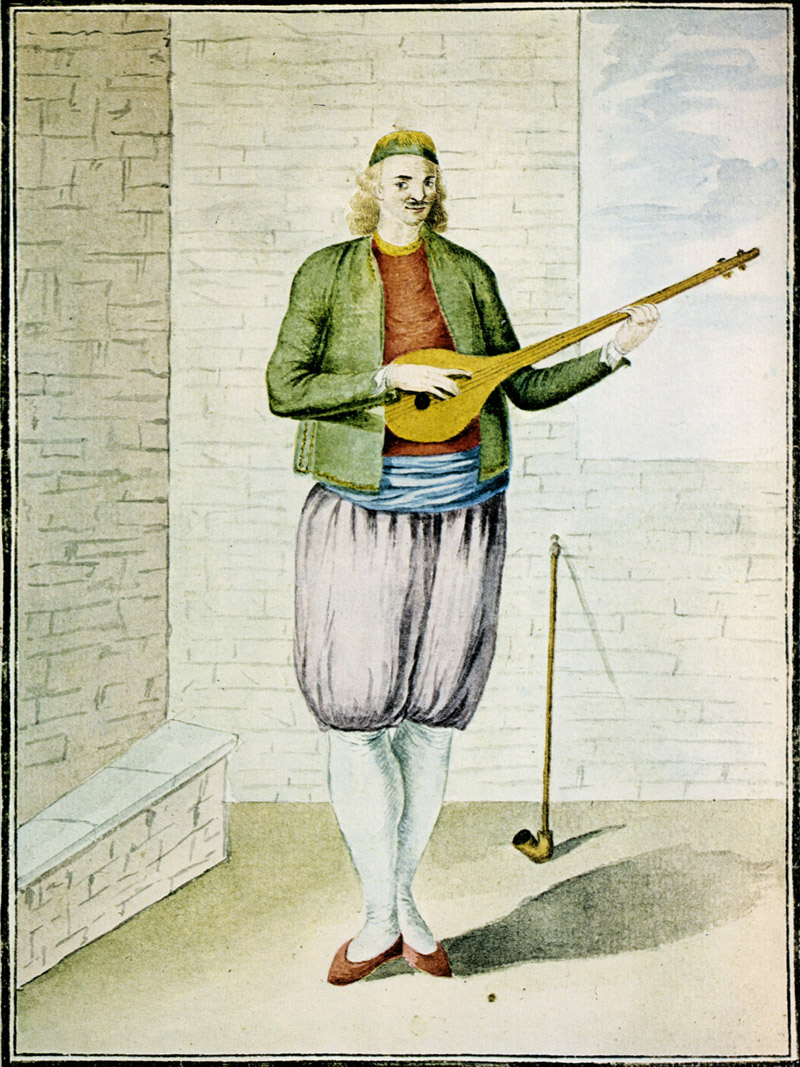
نقاشی سده هجدهم، مردی در حالا نواختن تامبوراس

### دوران عثمانی
یونانیان در دوره عثمانی که از سده ۱۵ تا به زمان جنگ استقلال یونان به درازا کشید، در سنت موسیقی بومی خود، آخشیج‌هایی از موسیقی عثمانی که بازمانده از موسیقی بیزانسی و به‌طور خاص تر، سرودهای موسیقی کلیسایی بود را وارد کردند. این سبک موسیقی به درجه بالایی از تکامل نیز رسید اما از موسیقی تک‌صدایی که دارای آخشیج‌های مشترک بسیاری با ریشه یونان باستان بودند وارد موسیقی چند صدایی غربی نشد. با آغاز سده ۲۰، کافه‌های موسیقی (καφέ-σαντάν) در شهرهایی مانند قسطنطنیه و سمورنا، که گروه‌های کوچکی از نوازندگان یونان در آن می‌نواختند، محبوب بودند. این گروه‌ها به‌طور معمول توسط یک خواننده زن هدایت می‌شدند و شامل یک ویولن بودند. از نوازندگان یونانی این دوره ماریکا پاپاگیکا، روزا اسکنازی و ریتا آباتزی بودند. در این دوره همچنین جنبش ربتیکو (Rebetiko) به وجود آمد، که از موسیقی بومی Smyrniote، عثمانی و بیزانسی الهام می‌گرفت.

### موسیقی بومی

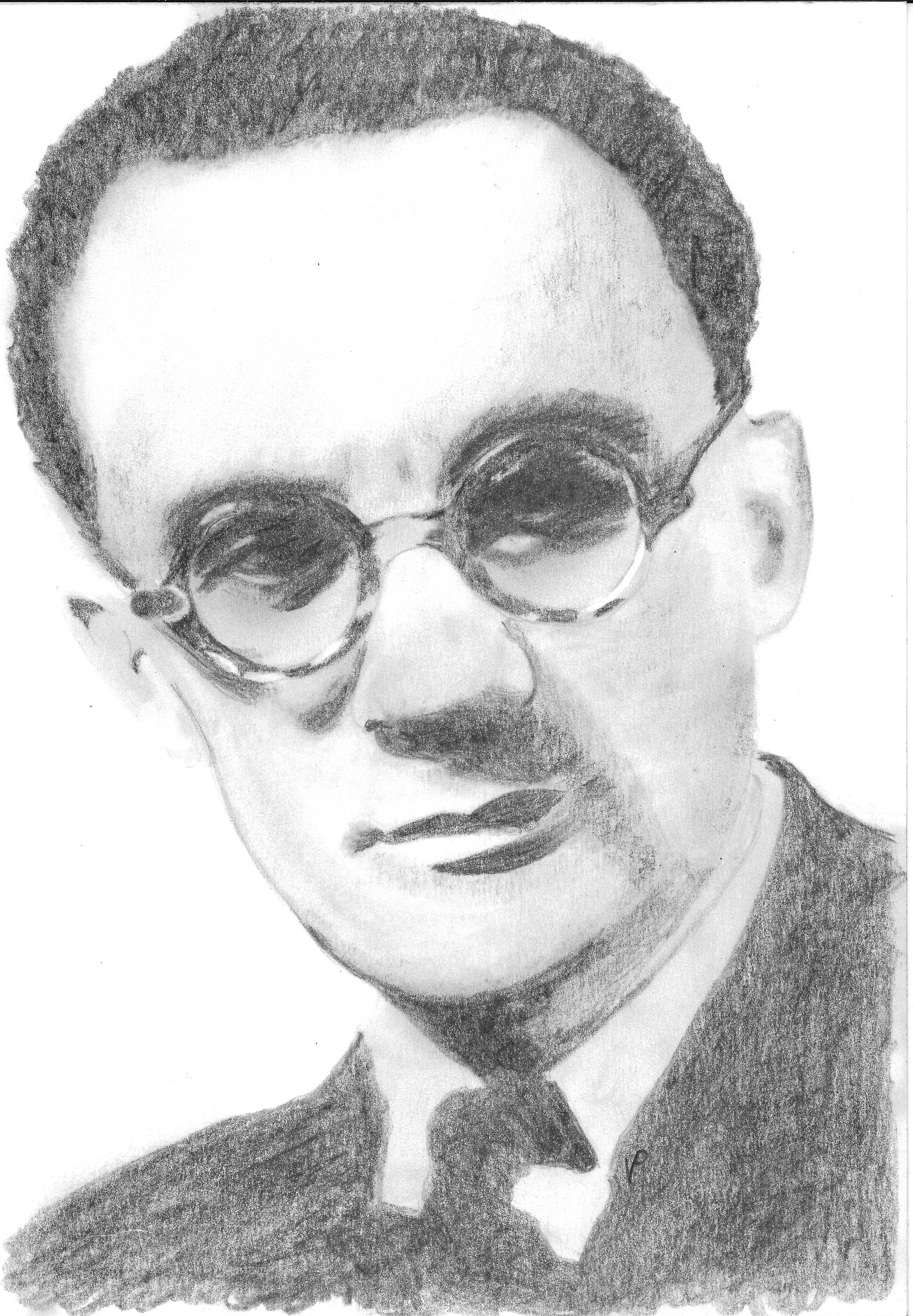
نیکوس اسکالکوتاس (۱۹۰۴–۱۹۴۹) هم از سنت موسیقی کلاسیک غربی و هم از سنت موسیقی یونان الهام گرفت.

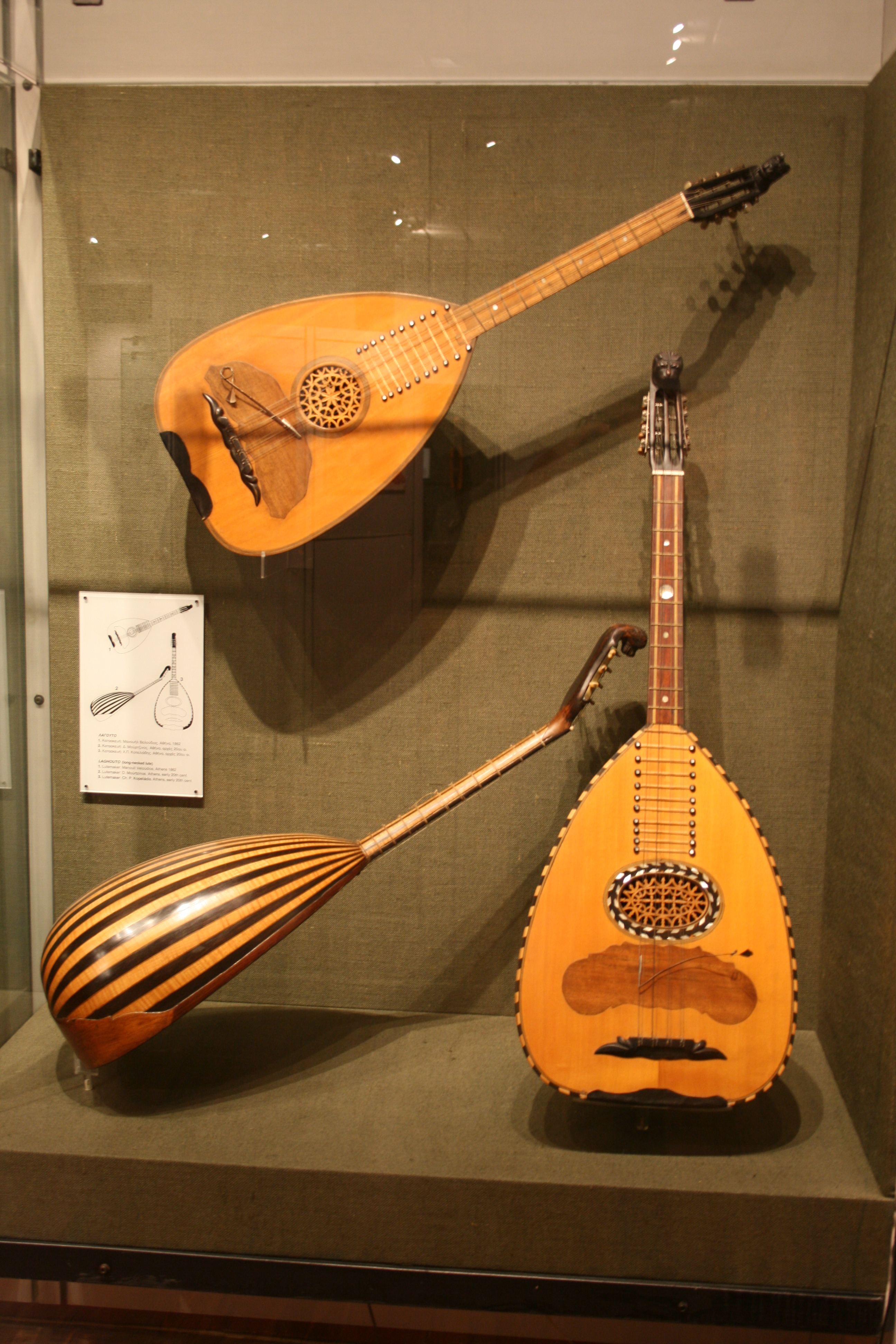
انواع مختلف لائوتو

گفته می‌شود که سنت‌های قومی یونان برآمده از موسیقی است که یونانیان باستان اجرا می‌کرده‌اند. دو جنبش موسیقی در موسیقی محلی یونانی وجود دارد که شامل آهنگ‌های آکریتیک و آهنگ‌های کلفتیک است. موسیقی آکریتیک از آکریتی‌های سده ۹ که مرزبانان امپراتوری بیزانس بودند نشات می‌گیرد. موسیقی کلفتیک پس از پایان دوره بیزانس و پیش از استقلال یونان به وجود آمد. این موسیقی در میان کلفت‌ها که جنگجویانی بودند که علیه امپراتوری عثمانی می‌جنگیدند رایج بود. موسیقی کلفتی تک صدایی است و از هارمونی استفاده نمی‌کند.
ترانه‌های آهنگ‌های کلفتی بر اساس ترانه‌های عامیانه‌ای که غزل‌سرایان ناشناس می‌نوشتند، نوشته می‌شد و مضامین عامه‌پسند مانند عشق، ازدواج، شوخ‌طبعی، مرگ، طبیعت، آب، دریا، دین، کلپت‌ها، آرماتولوها، جنگجویان مختلف جنگ یا نبردها و غیره را در برمیگرفت. برخی از نوازندگان برجسته شامل کلارینت‌نوازهایی مانند پترولوکاس چالکیاس، جورگوس گویگلیس و یانیس واسیلوپولوس و همچنین نوازندگان لائوتو و فیدله مانند نیکوس ساراگوداس، واسیلیس کوستاس و جورجوس کوروس بودند.
موسیقی بومی یونان در سراسر قبرس یونانی‌نشین و مناطق مختلف ترکیه و همچنین در میان برخی جوامع کشورهایی مانند ایالات متحده، کانادا و استرالیا گوش داده می‌شود. جزیره قبرس و بعضی مناطق ترکیه از دیرباز خانهٔ یونانیان بوده که سبک منحصر به فرد خود در موسیقی را دارند.

#### نیسیوتیکا (Nisiótika)
نیسیوتیکا اصطلاحی عمومی است که به پاره‌ای از آهنگ‌های بومی برخی از جزایر یونان، به ویژه جزایر اژه، اشاره می‌کند. از جمله دوست‌داشتنی‌ترین گونه آنها Ikariótiko traghoúdhi، «آهنگ ایکاریا» است.

##### ایکاریوتیکوس (Ikariótikos)
ایکاریوتیکوس نوعی پایکوبی بومی و همچنین نام آوازی است که همراه آن خوانده می‌شود که ریشه در جزیره ایکاریا در دریای اژه دارد. در آغاز، این پایکوبی آهسته انحام می‌شد، اما امروز ایکاریوتیکوس پایکوبی بسیار فرز و چالاکی است. برخی از کارشناسان بر این باور هستند که ایکاریوتیکوس بومی کند بوده‌است و «شکل» فرز آن در واقع بالوس (Ballos) است. موسیقی و پایکوبی کلان‌ترین شکل سرگرمی در ایکاریا است. در طول سال ایکاری‌ها میزبان غسل تعمید، عروسی، مهمانی‌ها و جشنواره‌های دینی هستند که در آن می‌توان به موسیقی بومی ایکاریایی گوش داد و با آن پایکوبی کرد.

##### نیسیوتیکا نوین
ماریزا کوچ، خواننده یونانی، تا اندازه زیادی باعث زنده شدن علاقه به نیسیوتیکا در دهه‌های ۱۹۷۰ و ۱۹۸۰ بود. در طول دهه‌های ۱۹۹۰ و ۲۰۰۰، خوانندگانی مانند یانیس پاریوس و استلا کنیتوپولو به این موسیقی کمک کردند تا هراز چند گاهی محبوبیت همگانی خود را بدست آورد.

#### موسیقی کرت (Cretan)

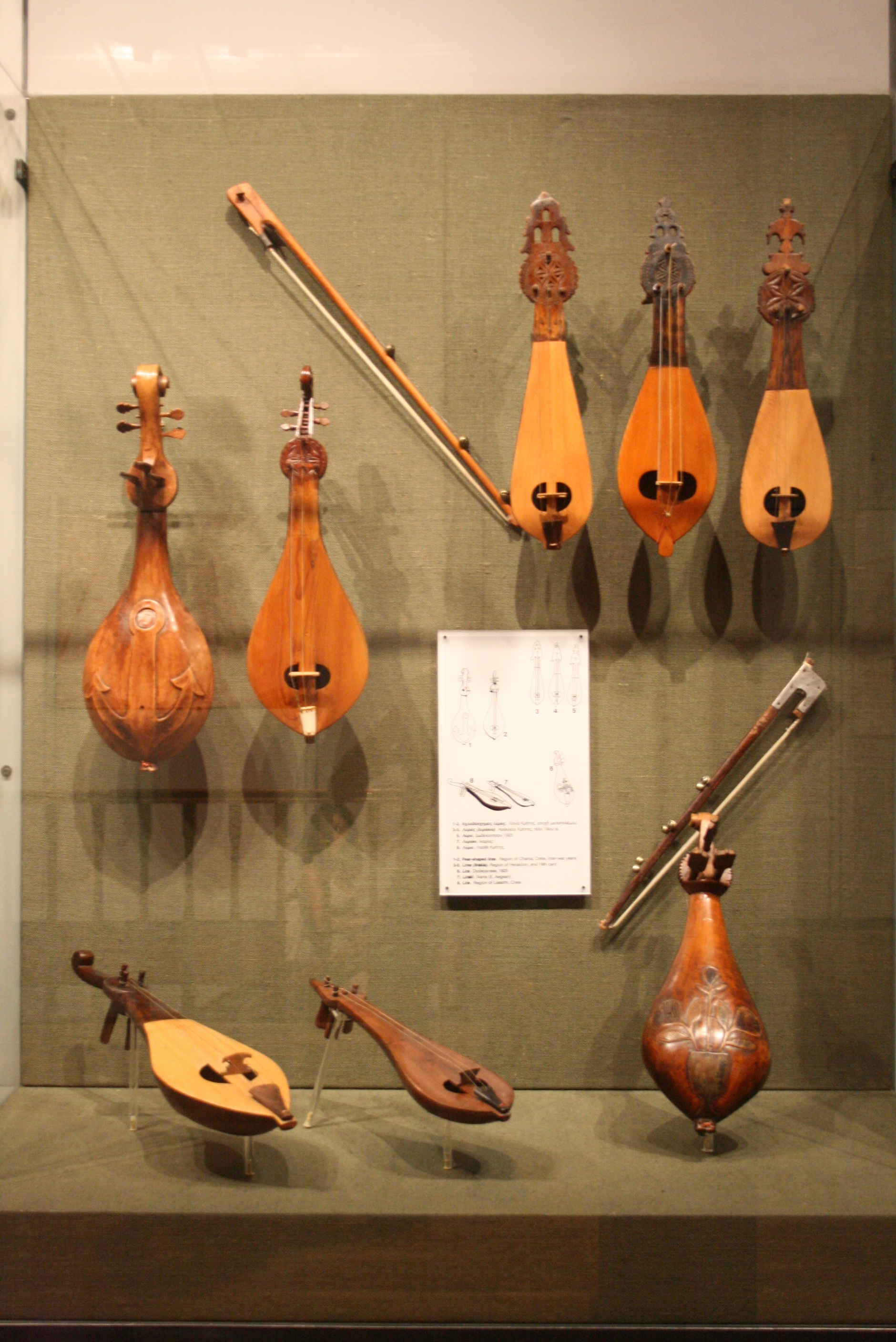
لیراهای کرت

لیرای کرتی (Cretan lyra) ساز اصلی بومی در جزیره کرت است. این ساز سه کمانه ای شبیه به لیرای بیزانس است و بیشتر زمان‌ها همراه با لائوتو (که شبیه عود و لوت است)، گیتار، ویولن و ماندولین (کرتی) نواخته می‌شود. نیکوس زیلوریس، پسرانتونیس (آنتونیس زیلوریس)، تاناسیس اسکوردالوس، کوستاس موونداکیس، راس دالی، نیکوس زویداکیس و واسیلیس اسکولاس از نامدارترین نوازندگان لورا هستند. از ویولن نیز در موسیقی کرت استفاده می‌شود. نامدارترین نوازنده ویولن آنتونیس مارتساکیس است که رقصنده نیز هست.

##### موسیقی کرت در رسانه‌ها
مایه موسیقی کرتی در رقص زوربا ساخته میکیس تئودوراکیس که در فیلم هالیوودی زوربای یونانی (۱۹۶۴) استفاده شد، از شناخته شده‌ترین آهنگ‌های یونانی در سطح جهانی است.

#### دیگر سنت‌های بومی
دیگر گونه‌های مهم موسیقی بومی یونان عبارتند از:
- موسیقی هپتانی
- موسیقی اپیروس
- موسیقی مقدونیه
- موسیقی تراسیه

## موسیقی کلاسیک

### مدرسه ایونی

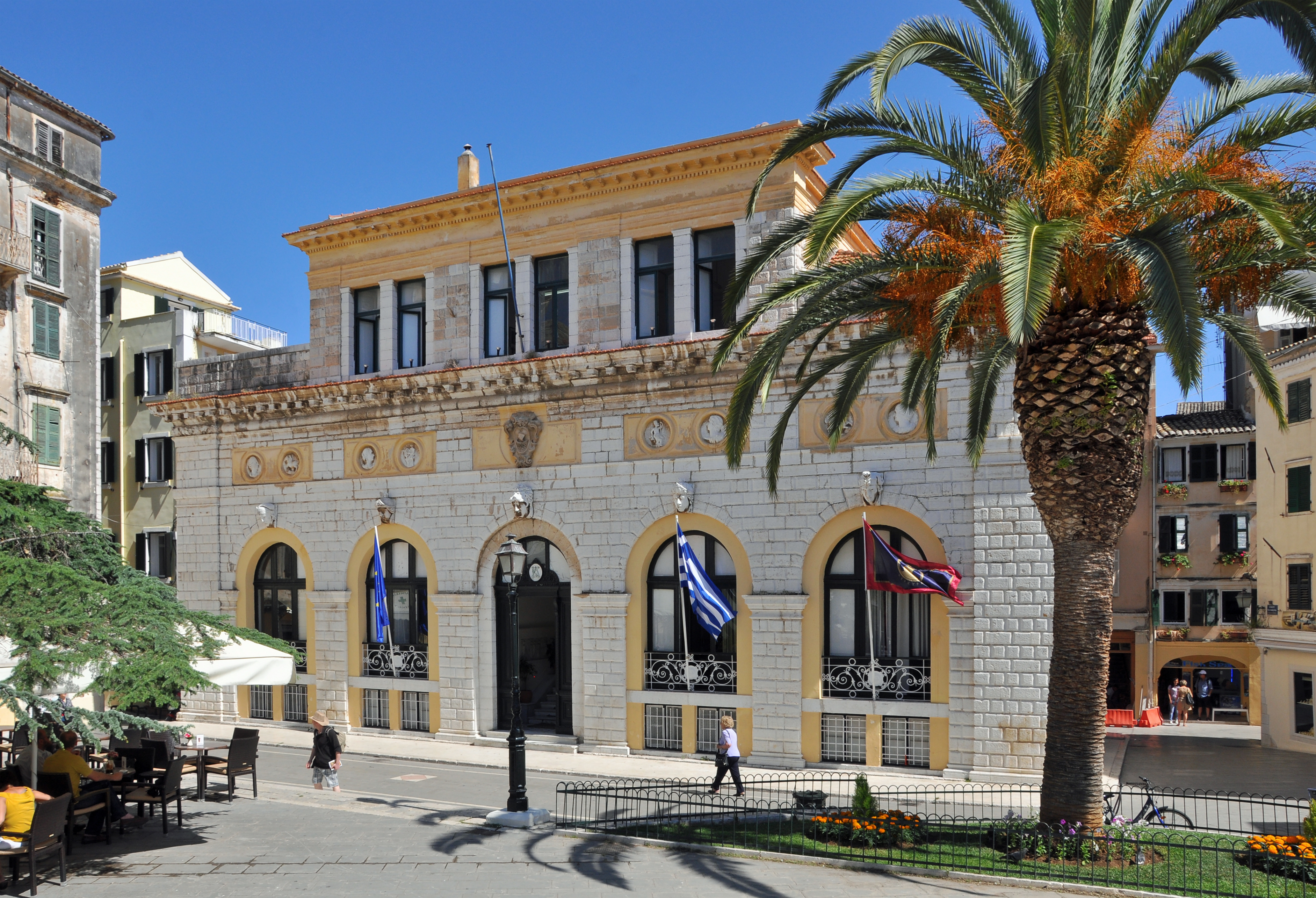
Nobile Teatro di San Giacomo di Corfù، اولین تئاتر و خانه اپرای یونان نوین و مکانی که اولین اپرای یونانی، «نامزد مجلس» توسط اسپیریدون زینداس بر اساس لیبرتوی یونانی اجرا شد.

همه پیشرفت‌های عمده موسیقی کلاسیک اروپای غربی از طریق جزایر ایونی (که تحت حاکمیت و نفوذ ونیزی‌ها بودند) بود به یونانیان سرزمین اصلی معرفی شد. این منطقه به دلیل نخستین مدرسه موسیقی کلاسیک یونان مدرن (مدرسه هپتانسی یا ایونی؛ یونانی: Επτανησιακή Σχολή)، که در سال ۱۸۱۵ تأسیس شد، مشهور است. از نمایندگان برجسته این سبک می‌توان به نیکولاس مانتزاروس، اسپیریدون زینداس، اسپیریدون ساماراس، دیونیسیوس رودوتئاتوس و پاولوس کارر اشاره کرد.
موسیقی کلیسایی (بیزانس) در این جزیره‌ها نیز با دیگر نقاط یونان متفاوت است و تأثیر قابل توجهی از غرب و کلیسای کاتولیک بر آیین ارتدکسی گرفته‌است.

### مدرسه مردمی یونان
مانولیس کالومیریس (۱۸۸۳–۱۹۶۲) بنیانگذار مدرسه موسیقی مردمی یونان بود. وی در سمورنا زاده شد و در مدرسه ای در قسطنطنیه آموزش دید و در وین آموختن پیانو و آهنگسازی را ادامه داد. آثار وی همچنین از موسیقی بومی یونان، شعر و ادبیات اسطوره‌ای (او از هواداران کوستیس پالاماس بود)، و با هدف آمیختن رمانتیسم آلمانی با انگیزه‌های یونانی، تأثیر گرفته بود. در سال ۱۹۱۹ او هنرستان یونان و در ۱۹۲۶ هنرستان مردمی یونان را بنیان گذاشت.

## موسیقی همه‌پسند

### اپرتای یونانی و آهنگ‌های همه‌پسند آغازین

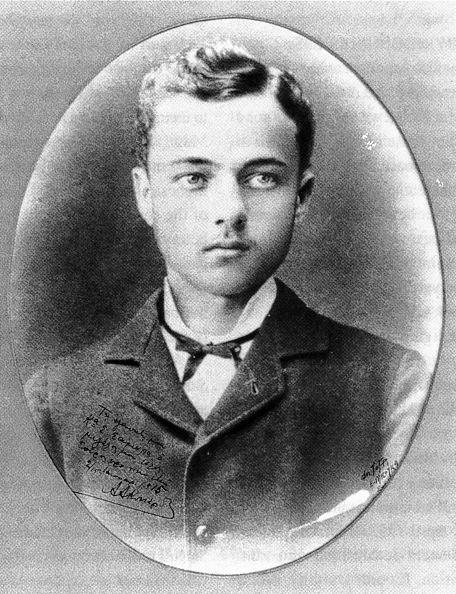
اسپیریدون ساماراس (۱۸۶۱–۱۹۱۷)

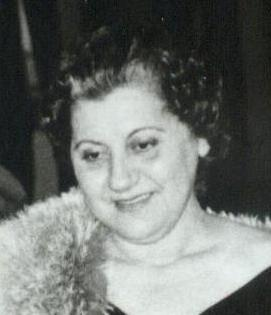
سوفیا ومبو

کانتداتاهای ایونی (سرناد) بر اساس موسیقی همه‌پسند ایتالیایی اوایل سده ۱۹ ساخته شد و پیشگام آهنگ‌سازی نوین یونانی شد. در نیمه نخست سده بیست نیز همچنان چندین آهنگساز یونانی آخشیج‌هایی را از سبک ایونی قرض می‌گرفتند.
موفق‌ترین آهنگ‌های دوره ۱۸۷۰–۱۹۳۰ که به اصطلاح سرناد آتن (Αθηναϊκές καντάδες) گفته می‌شود، آهنگ‌هایی بودند که بر روی صحنه انجام می‌شدند (επιθεωρησιακά τραγούδια، نمایش‌های انتقادی آهنگین ') و در revues، کمدی‌های موزیکال، اپراهای کوچک و شبانه که همگی صحنه نمایش آتن را تسخیر کرده بودند روی صحنه می‌رفتند. از آهنگسازان قابل توجه این اپراهای کوچک یا شبانه، اسپیریدون ساماراس، کوستاس گیاندیس، اسپیریدون کایساریس، دیونیسیوس لاورانگاس، نیکوس هاتزیوپوستولو بودند و ثئوفراستوس ساکلاریدیس (پسر خدا) برجسته‌ترین این اپراها بود. اپرای ایتالیایی تأثیر بسزایی در زیبایی‌شناسی موسیقی یونانی نوین داشت. برخی از اپراتورهای محبوب عبارتند از:
- کریتیکوپولا (اسپیریدون ساماراس، ۱۹۱۶)
- پدرخوانده (تئوفراستوس ساکلاریدیس، ۱۹۱۸)
- من می‌خواهم پاپ را ببینم (تئوفراستوس ساکلارییدیس، ۱۹۲۰)
- Oi Apachides ton Athinon (نیکوس هاتزیاپاستولو، ۱۹۲۱)
- Beba (تئوفراستوس ساکلارییدیس، ۱۹۲۸)

پس از سال ۱۹۳۰، با تأثیر از موسیقی آمریکایی و اروپایی و همچنین سنت موسیقی یونان، آهنگسازان یونانی شروع به نوشتن موسیقی با استفاده از آهنگ‌های تانگو، سامبا، والس، تاب، بولرو، فکسترو کردند و گاهی این ترانه‌ها را با سبک سرنادهای آتنی در هم آمیختند. نیکوس گوناریس (که اغلب «آقای یونان» نامیده می‌شود) احتمالاً نامدارترین آهنگساز و خواننده آن زمان بود.

### ربتیکو

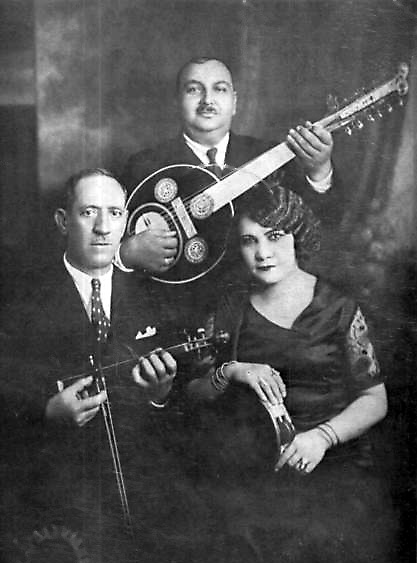
گروه سه نفره ربتیکو: دیمیتریوس سمسیس، آگاپیوس تومبولیس، رزا اسکنازی (آتن ۱۹۳۲)

ربتیکو ابتدا موسیقی طبقات پایین و فرودست بود، اما بعدها با نرم‌تر شدن و دلنشین شدن لبه‌های خشن خرده‌فرهنگی آن که بسیار هم آشکار بود به پذیرش مردمی بیشتری دست یافت. ربتیکو احتمالاً از موسیقی شهرهای بزرگتر یونان، که بیشتر آنها ساحلی بودند و امروزه در یونان و آسیای کوچک امروزی قرار دارند، الهام گرفته بود. این موسیقی در دهه ۱۹۲۰ و به عنوان موسیقی بومی مردم بیرون جامعه یونان ظهور کرد. نخستین خوانندگان ربتیکو یونانی (پناهندگان، مصرف‌کنندگان مواد مخدر، جنایتکاران و گردشگران) از سمت جامعه جریان اصلی مورد تحقیر قرار می‌گرفتند. آنها قصه‌های دلخراشی از سوءاستفاده مواد مخدر، زندان و خشونت می‌سرودند که معمولاً با بوزوکی نواخته می‌شد.
در سال ۱۹۲۳، پس از تبادل جمعیت بین یونان و ترکیه و در نتیجه جنگ یونان و ترکیه، بسیاری از یونانی‌تبارها از آناتولی به یونان گریختند. آنها در محله‌های فقیرنشین در پیرئاس، سالونیک و آتن اقامت گزیدند. بسیاری از این مهاجران دارای تحصیلات عالی بودند.
با آمدن دیکتاتوری متاکساس، ربتیکو به دلیل شعرهای سازش ناپذیرش سرکوب شد. سازهای حشیش، باغلاما و بوزوکی ممنوع شدند یا نواختن به سبک و مقیاس‌های شرقی ممنوع شد.
برخی از نخستین افسانه‌های موسیقی یونان، مانند کوارتت آنستیس دلیاس، مارکوس وامواکاریس، استراتوس پاییومتزیس و یورگوس باتیس از صحنه موسیقی پایین کشیده شدند. وامواکاریس شاید اولین موسیقیدان مشهور ربتیکو بوده باشد. دیگر ترانه سرایان ربتیکو و خوانندگان این دوره (دهه ۱۹۴۰) عبارتند از: دیمیتریس گوگوس، استلیوس پرپرینیادیس و اسپایروس پریستریس.

### انتخنو

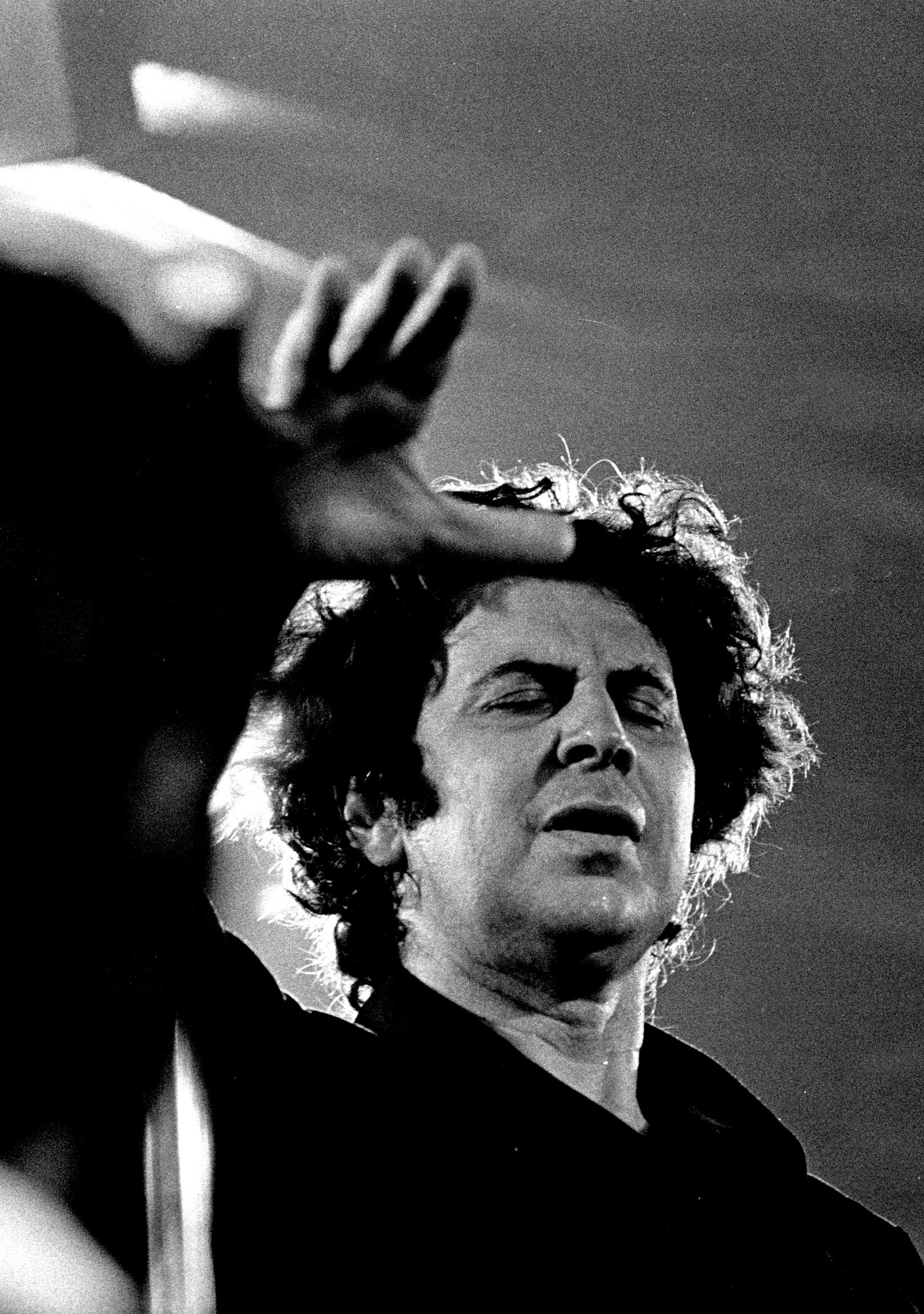
میکیس تئودوراکیس

با بهره‌گیری از غربی شدن ربتیکو توسط سیتانسیز و کیوتیس، انتخنو در اواخر دهه ۱۹۵۰ بوجود آمد. انتخنو (به معنای " آهنگ هنری ") موسیقی ارکسترال با آخشیج‌هایی از ضرب‌آهنگ و ملودی بومی یونان است. مضامین غنایی آن اغلب بر اساس آثار شاعران نامدار یونان است. برخلاف سایر اشکال موسیقی بومی-شهری یونان، کنسرت‌های انتخنو بیشتر بیرون از سالن یا کلوپ شبانه و در فضای باز برگزار می‌شد.
میکیس تئودوراکیس و مأنوس هاجیداکیس محبوب‌ترین آهنگسازان آهنگ انتخنو بودند. از آنجا که آنها هر دو در موسیقی کلاسیک آموش دیده بودند به سمت آفرینش انتخنو سوق یافتند که در آن برخی از ارزش‌های موسیقی هنری غربی را منتقل می‌کردند.
تئودوراکیس اولین آهنگساز بود که از بوزوکی در این سبک موسیقی استفاده کرد و سعی کرد ارگ را در فرهنگ جریان اصلی موسیقی یونان بگنجاند. از دیگر ترانه‌سرایان مهم یونانی می‌توان به استاوروس کویموتزیس، مأنوس لوزوس و دیموس موتیس اشاره کرد. نیکوس گاتسوس، مأنوس الفتریو و تاسوس لیوادیتیس از ترانه‌سرایان برجسته این سبک بودند. در دهه ۱۹۶۰، آلبوم‌های نوآورانه کمک کرد تا انتخنو به جریان اصلی نزدیک شود و همچنین در صنعت فیلمسازی نیز در موسیقی متن گنجانده شود.
شکل خاصی از انتخنو به اصطلاح «آهنگ سیاسی» بود. این آهنگها پیام‌های سیاسی از چپ، که در دوران حکومت نظامی یونان رایج بود، داشتند و پس از فروپاشی در اواخر دهه ۷۰ بسیار محبوب شدند. مأنوس لویزوس، پانوس زاوالس گیتاریست، ماریا دیمیتریادی و ماریا فرانتوری برخی از آهنگسازان این سبک بودند. ثانوس میکروتسیکوس آلبومی را با آهنگ‌های پارتیزانی یونانی مقاومت یونان، با ارکستراسیون خود منتشر کرد. شکلی از انتخنو که به موسیقی کلاسیک غربی نیز نزدیکتر است، در اواخر دهه ۱۹۷۰ توسط میکروتسیسکوس معرفی شد.
آثار برجسته انتخنو شامل موارد زیر است:
- شش نقاشی مردمی (مانوس هاتزیداکیس، ۱۹۵۱)
- اپیتافیوس (میکیس تئودوراکیس، ۱۹۶۰، شعر یانیس ریتسوس)
- اپی فانیا (میکیس تئودوراکیس، ۱۹۶۲، شعر جورجوس سفریس)
- آهنگ برادر مرده (Mikis Theodorakis، ۱۹۶۲)
- Mikres Kyklades (میکیس تئودوراکیس، ۱۹۶۳، شعر ادیسه الیتیس)
- به آکسیون استی (میکیس تئودوراکیس، ۱۹۶۴، شعر ادیسه الیتیس)
- لبخند جیوکوندا (مانوس هاتزیداکیس، ۱۹۶۵)
- رومیوسینی (میکیس تئودوراکیس، ۱۹۶۶، شعر یانیس ریتسوس)
- بالوس (دیونیز ساووپولوس، ۱۹۷۰)
- O Megalos Erotikos (مانوس هاتزیداکیس، ۱۹۷۲)
- هجده ترانه کوتاه از سرزمین تلخ مادری (میکیس تئودوراکیس، ۱۹۷۳، شعر یانیس ریتسوس)
- سیرک بزرگ ما (Stavros Xarchakos برای بازی در تئاتر یاکوووس کامبانلیس، ۱۹۷۴)
- تترالوژیا (دیموس موتسیس، ۱۹۷۵، شعر کنستانتین پ. کاوافی، کوستاس کاریوتاکیس، یانیس ریتسوس و جورجوس سفریس)
- Stavros tou Notou (صلیب جنوبی) (Thanos Mikrutsikos، ۱۹۷۹، شعر نیکوس کاووادیاس)

### لاشکو

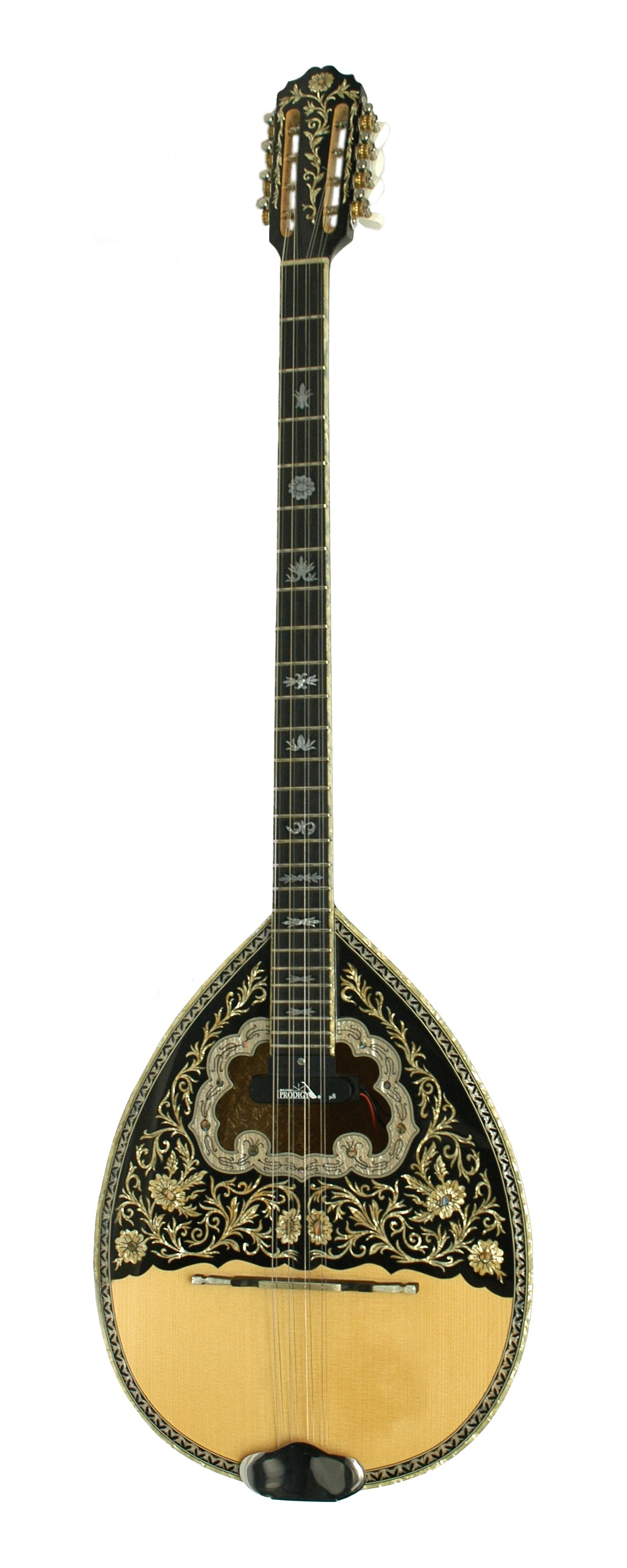
یک بوزوکی چهار سیم نوین

لاشکو (λαϊκό τραγούδι 'آهنگ مردم' / 'آهنگ محبوب' یا αστική λαϊκή μουσική 'موسیقی بومی شهری')، سبکی از موسیقی یونانی است که به زبان یونانی و مطابق با سنت مردم یونان ساخته شده‌است. لاشکو پس از تجاری‌سازی موسیقی ربتیکو به وجود آمد. تا دهه ۱۹۳۰ موسیقی یونان دو شاخه موسیقی عمده را دنبال می‌کرد: موسیقی بومی یونان (demotiká) و الافرو تراگودی (به معنای: "آهنگ سبک"). دومی شاخه این موسیقی در واقع موسیقی جهانی شهری آن دوران بود. لاشکو کلاسیک اصلی‌ترین موسیقی محبوب یونان در دهه‌های ۱۹۶۰ و ۱۹۷۰ بود. جورج زمبتاس، مانولیس هیوتیس و واسیلیس تسیتسانیس از برجسته‌ترین ترانه‌سراها و آهنگسازان این دوره بودند. نسخه شادتر از لاشکو، الافرو لاشکو (ελαφρολαϊκό، elafrolaïkó لاشکوی سبک) است که از آن اغلب در موزیکال‌ها و در دوران طلایی سینمای یونان استفاده می‌شد. لاشکو کنونی (σύγχρονο λαϊκό)، که لاشکوی نوین نیز نامیده می‌شود ، در حال حاضر اصلی‌ترین سبک موسیقی یونان است.

### لایکای نوین
لایکا نوین یا لایکای پاپ در حال حاضر همراه با برخی از آهنگ‌های پاپ جزو موسیقی جریان اصلی یونان هستند.
لایکای نوین به عنوان سبکی در اوایل دهه ۱۹۸۰ ظهور کرد. بخشی جدای‌ناپذیر از فرهنگ لایکای نوین، پیستا (زمین رقص) است. کلوپ‌های شبانه که دی جی در آنها فقط لایکای نوین را پخش می‌کنند در گفتار مردمی به ellinádhika شناخته می‌شوند. موسیقی یونانی-آمریکایی شامل سبک‌هایی مانند Entechno , rebetiko و موسیقی بومی یونان است. فرهنگ موسیقی یونان جنبه جدی از فرهنگ یونانی، چه در یونان و چه در بیرون از آن است.

#### واژه‌شناسی
در واقع، هیچ نام یکسانی برای لایکای نوین در زبان یونانی وجود ندارد، اما اغلب به‌طور رسمی σύγχρονο λαϊκό (تلفظ: [ˈsiŋxrono laiˈko]) نامیده می‌شود. این نام با این حال برای اشاره به آهنگهای تازه ساخته شده در سنت «لایکای درخور» نیز استفاده می‌شود. تقابل مفهوم «غرب زده» و «اصیل» ممکن است بر اساس مبانی ایدئولوژیک و زیبایی‌شناسی باشد.

#### نقد
با وجود محبوبیت لایکا، سبک نوین لایکا (به خصوص لایکوپاپ) به دلیل «کلیشه‌های موسیقی، آوازخوانان متوسط و ترانه‌های شعاری» و همچنین برای «تلفیقی بودنی که نه لایکو است و نه پاپ» مورد نقد قرار گرفته‌است.

### سیلایکو (Skyládiko)
سیلایکو (تلفظ یونانی: [sciˈlaðiko] به معنای "سگدانی") اصطلاحی تحقیرآمیز برای توصیف برخی شاخه‌های موسیقی لایکو و برخی از کلوپ‌های شبانه کنونی در یونان است که در آن نوعی موسیقی همه‌پسند اجرا می‌شود. این موسیقی با بوزوکی برقی و گیتار ساخته می‌شود. این موسیقی را با سرگرمی‌های جمعی کیفیت پایین که تا دهه ۱۹۷۰ در حاشیه بودند، اما پس از دهه ۱۹۸۰ محبوبیت پیدا کردند، می‌شناسند. منتقدان این سبک آن را در رابطه با لایکا نوین می‌بینند، که کیفیت پایین دارد.

#### موج نو (Néo Kýma)
خوانندگان و ترانه سرایان بومی (τραγουδοποιοί) اولین بار در دهه ۱۹۶۰ پس از آلبوم موفق Fortighó از ساووپولوس در سال ۱۹۶۶، ظهور کردند. بسیاری از این نوازندگان شروع به آهنگسازی در سبک موج نو کردند (که نباید با راک موج نو اشتباه گرفته شود). این سبک آمیزه‌ای از انتخنو و شانسون‌های فرانسه است. ساووپولوس سبک نوازندگان آمریکایی مانند باب دیلن و فرانک زاپا را با موسیقی محلی مقدونیه و ترانه‌های اعتراضی آمیخت. در پی او، نوازندگان بیشتری تحت تأثیر نژاد مانند آرلتا، ماریزا کوچ، میهالیس ویولاریس، کوستاس هاتزیس و آهنگساز جیانیس اسپانوس حضور داشتند ظهور کردند. این صحنه موسیقی در نوع خاصی از boîte de nuit شکوفا شد.

#### آهنگ سیاسی
در دهه ۱۹۷۰ (دوران حکومت نظامی ۱۹۶۷–۱۹۷۴ و چند سال پس از پایان آن) ترانه‌های سیاسی (πολιτικό τραγούδι "ترانه سیاسی") رو به محبوبیت گذاشتند. آهنگسازان کلاسیک انتخنو مرتبط با این جنبش عبارتند از میکیس تئودوراکیس، ثانوس میکروتیسکیوس، جیانیس مارکوپولوس و مأنوس لووزوس.

#### دیگر
نیکوس زیداکیس، یکی از دانش آموزان ساووپولوس، از جمله افرادی بود که با استفاده از سازهای شرقی انقلابی در سبک لایکو ایجاد کرد.
تاناسیس پولیکاندریوتیس، آهنگساز سبک لایکو و نوازنده بوزوکی که آموش کلاسیک دیده بود، با ترکیب موسیقی ربتیکو و ارکسترال مشهور شد.
یک از روندهای محبوب از اواخر دهه ۱۹۸۰ تلفیق انتخنو (تصنیف‌های بومی با ترانه‌های هنری) با موسیقی پاپ / سافت راک (έντεχνο ποπ-ροκ) بوده‌است. علاوه بر این، آهنگسازان خاصی مانند دیمیتریس پاپادیمیتریو از آخشیج‌های سنت انتخنو الهام گرفته و برای خوانندگان موسیقی معاصرآنتخنو آهنگسازی کردند.

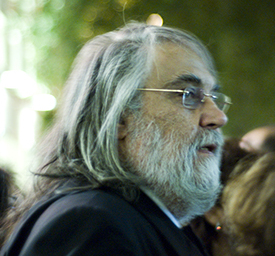
ونگلیس پاپاتاناسیو (ونگلیس)

ونجلیس و یانی نیز آهنگسازهای ساز یونانی بودند که با اینکه به سادگی در سبک‌های یونانی جای نمی‌گیرند اما به شهرت جهانی رسیدند.

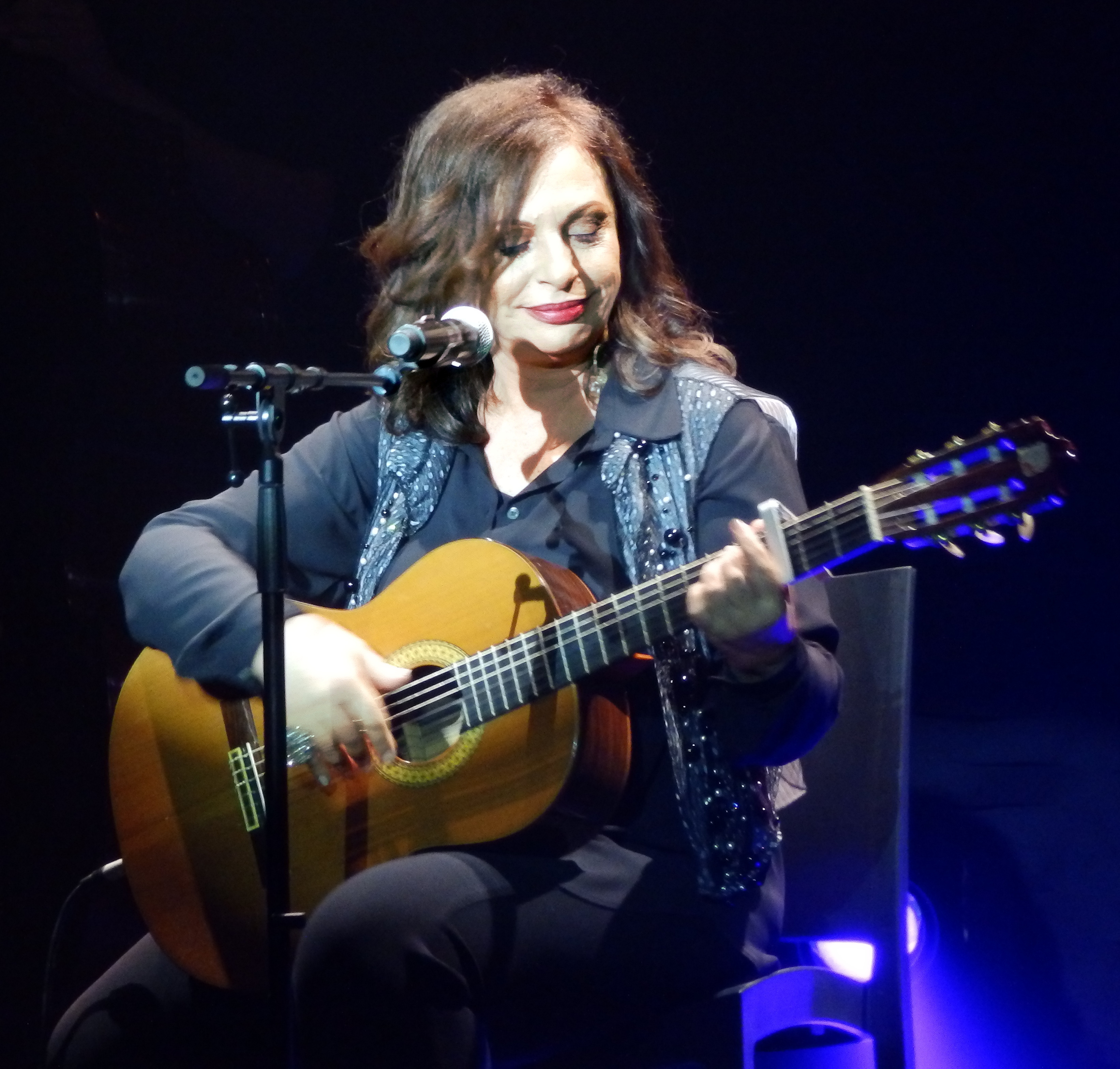
هاریس الکسیو

#### سبک‌های دیگر موسیقی یونان
- جاز یونان (دهه ۷۰: ابوالهول (گروه)، ساکیس پاپادیمیتریو، فلوروس فلوریدیس، مانولیس میکلیس)
- بلوز یونانی (دهه ده تا هشتاد): Blues Wire
- بلوز راک / پراگرسیو راک / آرت راک (دهه ۷۰ و ۸۰: سقراط درانک کونیوم، آفرودیت چایلد، پاولوس سیدیروپولوس، اسپیریدولا (گروه)، نیکولاس آسیموس، دیمیتریس پولیکاکوس)
- موج نو / پست پانک / سینتپاپ / گوتیک راک (گروه‌های دهه 80: Metro Decay , Film Noir , Villa 21, Anti Anti Troppau؛ 2000s: Marsheaux)
- پانک یونانی (گروه‌های موسیقی دهه ۸۰ و '10: Adiexodo , Genia Tou Chaous , Deus ex Machina , Panx Romana)
- راک یونانی (گروه‌های دهه ۸۰ تا دهه 2010: Trypes , Diafana Krina , Endelekheia , Xýlina Spathiá، Morá Sti Fotiá، Dytikes Synoikies)
- ایندی راک (گروه‌های Anglophone 1990s و 1910s: The Last Drive , The Earthbound , I Knew Them, Film, Closer, Abbie Gale, Infidelity , Waterpipes , Monika Christodoulou)
- لو باپ (عضو فعال، Sadahzinia , Babylona - Βαβυλώνα) / یونانی هیپ هاپ (FF. C، Terror X Crew, DJ ALX, Sifu VERSUS, Eisvoleas - Εισβολέας، ZN MCs - Ζήτα Νι MCs, Vita Peis - Βήτα Πεις، Razastarr, Voreia Asteria - Βόρεια Αστέρια، Alytoi Grifoi - Άλυτοι Γρίφοι، Rodes - رده‌ها)
- نیتزهونوت (دهه ۹۰: سیان، Cherouvim , Darma، کودکان ستاره)
- اسید هاوس / تکنو / الکترونیکا (دهه ۹۰ تا دهه ۲۰۱۰: استریو نوا، ها Mikro)
- هوی متال (Firewind , Nightfall) / دث متال (مسیح ناپویا، بر روی خارهای من دراز می‌کشم، بی شرمی) / بلک متال (که بعضاً به آن متال یونانی می‌گویند؛ Rotting Christ , Sepic Flesh , Ravencult، Astarte , Zemial , Naer Mataron , Varathron , Necromantia , Mortuus Caelum, Thou Art Lord) / فلک بلک متال (Kawir, Fiendish Nymphe - پروژه خواهر گروه نامدار موسیقی احیاگر موسیقی یونان باستان Daemonia Nymphe)
- موسیقی کمدی / کمدی راک (دهه ۸۰ و دهه 10: Tzimis Panousis، هری کلین، Aéra Patéra (گروه))
- نئو کلاسیک (دهه 90 -10: Chaostar)
- موسیقی زیرزمینی / فرقه ای / خارجی ('90s-'10s: Lost Bodies)